# Alessandro Striggio
Alessandro Striggio (1536/1537 körül – 1592. február 29.) olasz zeneszerző, zenész és a reneszánsz képviselője. Számos madrigált és drámai zenét is komponált, és a kettő kombinálásával ő lett a madrigál-komédiának a megalkotója. A fia, akit szintén Alessandro Striggiónak hívtak, írta Monteverdi Orfeo című művének a librettóját.

## Élete
Az idősebb Striggio Mantovában született, kétségkívül arisztokrata családban. Korai életéről nagyon kevés feljegyzés maradt fenn, de fiatal korában Firenzébe mehetett. Cosimo de’ Medicinek kezdett dolgozni zenészként 1559 március 1-jén, történetesen azért, hogy Francesco Cortecciát helyére került mint a Medici udvar főzenésze. 1560-ban ellátogatott Velencébe, és két madrigálkönyvet írt az ott megismert zenei stílusok alapján. 1567-ben a Medicik diplomáciai küldetésre küldték Angliába. Az 1560-as évek folyamán Striggio számos intermedit komponált a Medicik számára, esküvőkre, látogatásokra, és egyéb állami alkalmakra. Az 1570-es években továbbra is a Mediciknek dolgozott, de vannak arra vonatkozó bizonyítékok, hogy elkezdett elutazni Firenzéből. Volt némi kapcsolata a müncheni bajor udvarral, és talán többször is járt ott (talán egy ottani királyi esküvőre írt 40 énekes Ecce beatam lucem című motettájának előadása miatt). Az 1570-es években barátságot kötött Vicenzo Galileivel, a csillagász apjával; hogy tagja volt-e a firenzei Cameratának, az bizonytalan.
Az 1580-as években kezdett kapcsolatba a ferrarai Este-udvarral. Az 1580-as és 1590-es években Ferrara volt az olasz zeneszerzés egyik avantgárd központja, és Striggio az ott hallott progresszív madrigálstílusban komponált zenét, a Medicik megrendelésére. Ez a zene sajnos elveszett. 1586-ban Striggio Mantovába költözött, és ott is maradt élete végéig, bár továbbra is szoros kapcsolatban maradt a Medicikkel, és még legalább 1589-ig komponált nekik.

## Munkái
Striggio egyaránt írt egyházi és világi zenét, és minden fennmaradt műve vokális, bár fellelhető néhány hangszeres kísérettel is. Kiadott hét könyvet madrigálokból, emellett két változatban is megjelentette leghíresebb művét, az Il cicalamento delle donne al bucato et la caccia… című madrigál-komédiát („Az asszonyok pletykája a mosodában”).
A madrigál-komédiát, amelyet Striggio talált ki, vagy legalábbis tett híressé, sokáig az opera előfutárának tekintették, de a kortárs zenetudomány hajlamos úgy tekinteni rá, mint a 16. század végi olasz zene számos olyan irányzatának egyikére, amely az uralkodói zenei formákat drámai előadásmódhoz igazítja. A madrigál-komédiában nincs színészi játék: a tizenöt önálló madrigál cicalamentóban mesél el egy történetet, de kizárólag szavakkal és zenével. A madrigál-komédiához hasonló mulatságok sem sokban különböztek más zenei formáktól, amelyeket egy korabeli intermedioban lehet látni. 
Egyik leglenyűgözőbb műve és a reneszánsz polifónia egyik legimpozánsabb teljesítménye a negyven önálló szólamra írt Ecce beatam lucem című motettája, amelyet 1568-ban Münchenben adhattak elő. Néhány bizonyíték arra utal, hogy az 1567-es londoni diplomáciai látogatásán nála lehetett akár ennek a műnek, akár 40/60 szólamú miséjének, a Missa sopra Ecco sì beato giorno című misének a kottája, mivel úgy tűnik, hogy Thomas Tallis ihletet és kihívást kapott belőle, és nem sokkal később megírta saját 40 szólamú turnéját, a Spem in aliumot, amelyet Thomas Howard, Norfolk negyedik hercege rendelt meg. A Tallis által megzenésített verssel ellentétben Striggio kifejezetten jelzi, hogy a hangokat hangszerekkel kell megkettőzni. Striggio motettájának 1568-as bajorországi előadásán az együttesben nyolc fuvola, nyolc brácsa, nyolc harsona, csembaló és basszuslant szerepelt. A motetta négy kórusnak szánt polikórusos kompozíció, amelyek tizenhat, tíz, nyolc és hat hangot tartalmaznak, mind térben elkülönítve.
Egy még nagyobb léptékű mű, amelyet sokáig elveszettnek hittek, Striggio 40 szólamból álló miséje, amely a végső Agnus Dei 60 szólamú feldolgozását tartalmazta. A művet Davitt Moroney, a Berkeley zenetudósa nemrégiben tárta fel, és egy paródiaként azonosították, Missa sopra Ecco sì beato giorno címmel, és 2007. július 17-én a londoni Proms keretében a Royal Albert Hallban a BBC Singers és a The Tallis Scholars előadásában, Moroney vezényletével először mutatták be. A művet valószínűleg 1565/6-ban komponálták, és Striggio 1567 késő telén és tavaszán vitte magával Európát átszelő útjára, a mantovai, müncheni és párizsi előadásokhoz. 2011 márciusában jelent meg a mise első kereskedelmi felvétele az I Fagiolini nevű brit együttes által, amely Gramophone-díjat és Diapason D'Or de L'Année-díjat nyert. 2012-ben egy második felvétel következett Hervé Niquet rendezésében és Dominique Visse előkészítésével.
Striggio nagy befolyással bírt, amit jól mutat zenéjének széles körű elterjedése a 16. század végi Európában. Különösen nagy volt a befolyása Angliában; ez részben 1567-es látogatásának is köszönhető lehetett, és összefüggésben lehetett Alfonso Ferrabosco, az olasz madrigalista tevékenységével is, aki élete nagy részében Angliában élt, és hozzájárult az olasz stílus ottani népszerűsítéséhez.

## Fordítás
Ez a szócikk részben vagy egészben  az   Alessandro Striggio című angol Wikipédia-szócikk ezen változatának fordításán alapul.  Az eredeti cikk szerkesztőit annak laptörténete sorolja fel. Ez a jelzés csupán a megfogalmazás eredetét és a szerzői jogokat jelzi, nem szolgál a cikkben szereplő információk forrásmegjelöléseként.